# 沈李英
沈李英（韓語：심이영，1980年1月31日—），韓國女演員。出道時以本名金真雅進行活動，2006年啟用藝名沈李英，藝名是取自沈銀河的「沈」，李英愛的「李」，常見譯作「沈宜英」、「沈怡英」、「沈怡煐」等。

## 簡歷
沈李英高中畢業後聽從父親的建議從事會計工作，在偶然的機會下，她對演戲產生興趣，於是一邊工作一邊學習表演。在進入表演學校三個月後，她第一次參加試鏡即被選中，於2000年主演金基德執導的電影《真相》出道。同年，她還因主演女同性戀題材電影《慾望真相》受到矚目。但作為電影演員，她的發展並不順利，直至2010年才在電影《兩個女人》中再度擔任主演。
2012年，她因參演高收視週末劇《順藤而上的你》獲得大眾關注。此後，她將重心轉往電視劇，並在《Happy Sisters》、《想品嚐一下味道嗎？》、《我的燦爛人生》等日日劇中擔任主演。

## 個人生活
沈李英於2014年2月28日與演員崔元英舉行婚禮，兩人因合作電視劇《百年遺產》而結緣。2014年6月20日，沈李英產下女兒；2017年6月14日，產下次女。

## 影視作品

### 電視劇
- 2001年：SBS《律師情人（朝鲜语：로펌 (드라마)）》飾演 美羅
- 2001年：SBS《Open Drama 男與女（朝鲜语：SBS 오픈드라마 남과여）—愛情前線北上中》飾演 李英熙
- 2001年：SBS《剛剛好！（朝鲜语：딱좋아!）》飾演 真雅
- 2002年：KBS《Drama City（朝鲜语：KBS 드라마시티）—被禁止的愛情》飾演 真熙
- 2003年：KBS《Drama City—S大法學系未滿員事件》飾演 李英實
- 2003年：MBC《天鵝湖（朝鲜语：백조의 호수 (드라마)）》飾演 善女
- 2003年：SBS《刑警（朝鲜语：형사 (시트콤)）》
- 2009年：OBS《甜蜜小偷》
- 2010年：KBS《瑪莉外宿中》飾演 方室長
- 2011年：KBS《Drama Special—二重奏》飾演 崔英愛
- 2012年：KBS《順藤而上的你》飾 高玉
- 2012年：KBS《Drama Special—靜態照片》飾演 崔美真
- 2012年：OCN《吸血鬼檢察官2》飾演 朴海莉
- 2012年：KBS《Drama Special—朋友中有犯人》飾演 英花
- 2013年：MBC《百年遺產》飾演 馬虹珠
- 2013年：SBS《結婚的女神》飾演 南美羅
- 2013年：SBS《奇怪的保姆》飾演 禹奈英
- 2013年：MBC《奇皇后》飾演 占卜師（客串）
- 2014年：SBS《美女的誕生》飾演 殷慶珠
- 2015年：OCN《失蹤的黑色M》飾演 吳大榮的妻子
- 2015年：SBS《離婚律師戀愛中》飾演 福寶慧
- 2015年：SBS《媽媽我媳婦》飾演 柳賢珠
- 2016年：KBS《五個孩子》飾演 慕順盈
- 2016年：KBS《Beautiful Mind》飾演 金允京
- 2016年：KBS《Drama Special—麵店女人（朝鲜语：국시집 여자）》飾演 惠京
- 2016年：SBS《藍色海洋的傳說》毛幼蘭／金夫人（青年）
- 2016年：MBC《不夜城》飾演 金作家
- 2016年：JTBC《所羅門的偽證》飾演 吳周娟
- 2017年：SBS《Happy Sisters》飾演 尹藝恩
- 2018年：KBS《你的管家》飾演 李素熙
- 2018年：SBS《雖然30但仍17》飾演 鞠美萱
- 2018年：OCN《客：The Guest》飾演 李惠敬
- 2018年：SBS《胸腔外科—盜取心臟的醫生們》飾演 崔碩韓的前妻
- 2018年：SBS《命運與憤怒》飾演 高雅貞
- 2019年：JTBC《18歲的瞬間》飾演 李妍雨
- 2019-21年：Netflix《喜歡的話請響鈴》飾演 裴京熙
- 2019年：SBS《想品嚐一下味道嗎？》飾演 姜海珍
- 2020年：Netflix《人性課外課》飾演 裴葵莉的母親
- 2020年：MBC《我的燦爛人生》飾演 朴福熙
- 2021年：KBS《五月的青春》飾演 宋海嶺
- 2021年：JTBC《月刊家》
- 2022年：tvN《O`PENing—XX+XY》飾演 韓秀英
- 2023年：MBC《天空的因緣》飾演 李順英（特別演出）
- 2023年：KBS《Drama Special—Overlap Knife, Knife》飾演 秀浩母
- 2023年：SBS《7人的逃脫》飾演 沈美瑩（特別演出）
- 2024年：JTBC《绝佳的解决士》飾演 李珠元（特別演出）
- 2024年：SBS《7人的復活》飾演 沈美瑩
- 2024年：MBC《親切的善珠小姐》飾演 皮善珠

### 電影
- 2000年：《真相（朝鲜语：실제상황）》飾演 少女
- 2000年：《慾望真相（朝鲜语：봉자）》飾演 李子
- 2002年：《四房窸敵（朝鲜语：묻지마 패밀리）—我的NIKE》飾演 姐姐
- 2004年：《我的野蠻女學生（朝鲜语：여고생 시집가기）》飾演 張侑善
- 2005年：《拉麵人生（朝鲜语：파송송 계란탁）》飾演 珠莉
- 2006年：《熱血男兒（朝鲜语：열혈남아 (2006년 영화)）》飾演 趙美玲
- 2009年：《坡州愛慾事件簿（朝鲜语：파주 (영화)）》飾演 崔恩秀
- 2010年：《渡過銀河的方法（朝鲜语：은하수를 건너는 법）》飾演 殷銀河
- 2010年：《山茶花（朝鲜语：카멜리아 (영화)）—Kamome》飾演 善美
- 2010年：《兩個女人（朝鲜语：두 여자 (2010년 영화)）》飾演 崔秀智
- 2011年：《看見看不見（朝鲜语：시선 너머）—為了真相》飾演 吳寶晶
- 2011年：《事物的秘密》飾演 數位相機（聲音演出）
- 2012年：《春，雪（朝鲜语：봄, 눈）》飾演 美賢
- 2013年：《溫暖的再見》飾演 力燦母
- 2013年：《珍貴的愛（朝鲜语：완전 소중한 사랑）》飾演 藝娜
- 2016年：《狩獵》飾演 李琴子
- 2020年：《竊聽行動（朝鲜语：이웃사촌）》飾演 智英
- 2022年：《深夜咖啡屋：失蹤的甜心（朝鲜语：심야카페: 미씽 허니）》飾演 成年恩書
- 2022年：《Cat Kiss》飾演 沈真華
- 2023年：《没事，没事，没事！（英语：It's Okay!）》

## 獎項
- 2019年：SBS演技大獎—長篇電視劇部門 女子最優秀演技獎《想品嚐一下味道嗎？》
- 2020年：MBC演技大獎—黃金演技獎《我的燦爛人生》
- 2021年：APAN Star Awards—連續劇 優秀演技獎《我的燦爛人生》

## 外部連結
- 沈李英的Instagram帳戶
- 沈李英在NAVER上的资料
- 沈李英在Daum上的资料